# Anisacate fuegianum bransfieldi
Anisacate fuegianum bransfieldi is een spinnenondersoort in de taxonomische indeling van de nachtkaardespinnen (Amaurobiidae).
Het dier behoort tot het geslacht Anisacate. De wetenschappelijke naam van de soort werd voor het eerst geldig gepubliceerd in 1983 door Usher.